# Блучићи
Блучићи су насељено место у Босни и Херцеговини у општини Коњиц у Херцеговачко-неретванском кантону које административно припада Федерацији Босне и Херцеговине. Према прелиминарним резултатима пописа 2013. у несељу живи 115 становника.

## Становништво
По последњем службеном попису становништва из 1991. године, у насељу Блучићи живело је 197 становника. Сви становници су били Муслимани. Муслимани се данас углавном изјашњавају као Бошњаци. Према прелиминарним резултатима пописа 2013. у несељу је живело 115 становника у 41 домаћнставу.

### Кретање броја становника по пописима
| година пописа  | 1948. | 1953. | 1961. | 1971. | 1981. | 1991. | 2013. |
| бр. становника | —     | —     | 183   | 198   | 196   | 197   | 115   |